# Unterbach BE
| BE ist das Kürzel für den Kanton Bern in der Schweiz. Es wird verwendet, um Verwechslungen mit anderen Einträgen des Namens Unterbach zu vermeiden. |

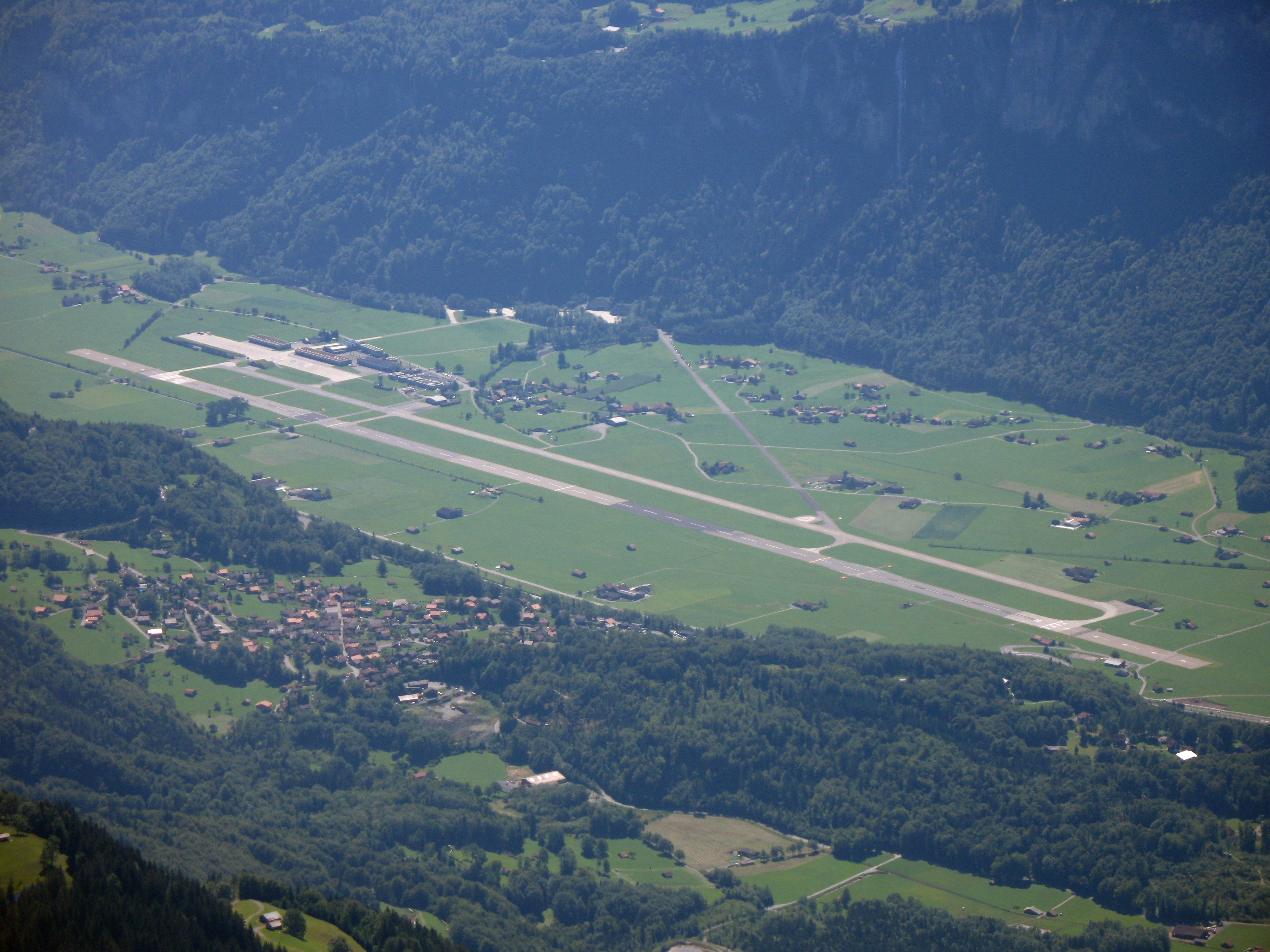
Die Ortschaft Unterbach auf dem Bild hinter dem Militärflugplatz

Die Ortschaft Unterbach gehört zur Gemeinde Meiringen im Schweizer Kanton Bern, daher auch als Unterbach bei Meiringen geläufig.

## Geographie

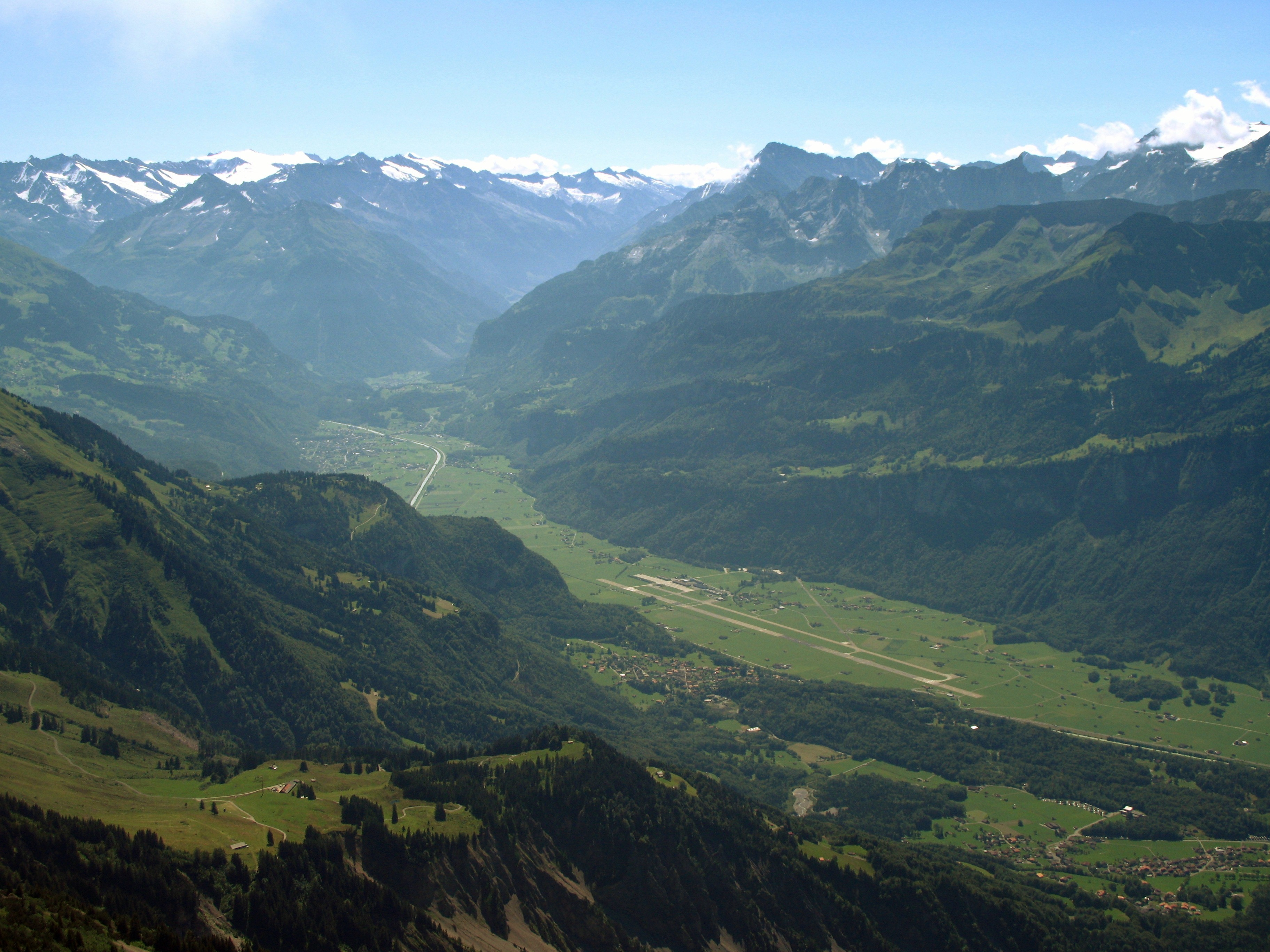
Blick vom Brienzer Rothorn nach Meiringen (hinten) und Unterbach (rechts neben dem Flugplatz)

Unterbach befindet sich, wie auch Balm, auf der Schwemmlandfläche zwischen der Aareschlucht und dem Brienzersee. Es liegt auf der südlichen Seite der Aare, westlich von der Hauptsiedlung Meiringen.
Unterbach besitzt als einer der wenigen Ortsteile von Meiringen kein eigenes Wappen, jedoch eine eigene Postleitzahl: CH-3857. Es besteht aus zwei Teilen. Der Dorfkern, der sich südlich des Flugplatzkommandos erstreckt, wird im eigentlichen Sinne als Unterbach Dorf bezeichnet. Der wesentlich geringere Teil östlich des Flugplatzkommandos wird trotz seiner Zugehörigkeit zu Unterbach als Unterheid deklariert.

## Namensherkunft
Die Bezeichnung Unterbach wurde aus der früheren Ortsbestimmung unter dem Bach abgeleitet. Der gemeinte Bach ist der Oltschibach.
Der Oltschibach ist ein Abfluss des Oltschisees, nordöstlich vom Faulhorn. Er bildet den 140 Meter hohen Oltschibachfall.
Die Bezeichnung Unterheid wurde ebenfalls aus einer früheren Ortsbezeichnung abgeleitet, nämlich unter der Heide. Die gemeinte Heide ist das «Heidli», welches sich kurz nach Balm nördlich der Balmstrasse entlang erstreckt und zugleich den Anfang der Ortschaft bildet.

## Flugplatzkommando (Militärflugplatz)
Unterbach ist seit 1. Dezember 1941 Standort des Militärflugplatzes Meiringen, eines der noch vier Militärflugplätze der Schweiz. Der Betrieb des Flugplatzes hat für die Region und die Gemeinde Meiringen sowohl positive wie auch negative Effekte: Die Lärm- und Geruchsimmissionen durch die Militärjets sind für die betroffene Bevölkerung wie auch für Tourismusbetriebe eine grosse Belastung. Der Flugplatz ist jedoch mit rund 200 Arbeits- und 25 Ausbildungsplätzen ein wichtiger Wirtschaftsfaktor für die Region. Aus diesem Grund engagiert sich die Gemeinde Meiringen in einer Vermittlerrolle zwischen Lärmkritikern und den Verantwortlichen für den Flugbetrieb. Vertreter des Gemeinderates nehmen an den Gesprächen zwischen der Bevölkerung Unterbach und dem Flugplatzkommando teil. Zudem übernimmt die Gemeinde Meiringen eine führende Rolle in den Verhandlungen mit dem VBS.
Der Militärflugplatz lockt auf der anderen Seite auch Gäste in die Tourismusregion. Bekannt ist die jährliche Fliegerdemonstration Axalp im Herbst auf der Axalp. Diesen Anlass besuchen an zwei Tagen rund 10'000 Gäste. Zudem können Interessierte den Starts und Landungen der Jets in unmittelbarer Nähe zusehen oder an regelmässig stattfindenden Besuchstagen den Militärjetflugplatz kennenlernen.
2006 wurden die Militärflugplätze in Flugplatzkommandos umbenannt.

## Bildung
Die Gemeinde Meiringen führt drei Primarschulhäuser, das Schulhaus Pfrundmatte im Dorfzentrum (170 Kinder), das Schulhaus Hausen (50 Kinder) in einem Aussenquartier sowie das Schulhaus Unterbach (30 Kinder) in Unterbach. Alle Klassen werden in Mehrjahrgangsklassen unterrichtet.
Das Schulhaus Unterbach besitzt als Sportangebot eine Turnhalle und einen Sportplatz. Zudem gehört eine grosse Sportwiese zum Angebot.
Aufgrund einiger Debatten wurde die Ganztagesschule Brünigen auf das Schuljahr 2011/12 nach Unterbach verlegt.

## Kultur und Wirtschaft

### Betriebe
- Santschi + Schild Holzbau GmbH
- Albert Wahlen AG Unterheid

### Vereine
- Feldschützengesellschaft Unterbach[6]
- Männerchor Unterbach[7]
- Skiclub Unterbach[8]
- Chloschter Unterbach